# Kopal, Karaçoban
Kopal là một thị trấn thuộc huyện Karaçoban, tỉnh Erzurum, Thổ Nhĩ Kỳ. Dân số thời điểm năm 2011 là 3.896 người.